# Juan Carlos Moreno Rojo
Juan Carlos Moreno Rojo, conocido futbolísticamente como Carlitos, (Cádiz, 14 de marzo de 1985) es un futbolista español que actualmente juega en el Club de Fútbol Rayo Majadahonda.

## Trayectoria
Carlitos se formó en la cantera del Cádiz CF, militando en el Cádiz B y habiendo llegado a debutar con el primer equipo. El 24 de abril de 2004 hizo su debut profesional con el Cádiz CF en un encuentro de segunda división frente al Ciudad de Murcia con un resultado de 2–2 y marcó su primer gol como profesional el 19 de junio de 2004 frente a la UD Almería en una victoria por 2-1.
Posteriormente pasó al Xerez B y de ahí al Chiclana, de la tercera división andaluza y su localidad natal, tras lo cual fichó en el San Fernando CD Isleño, club del que procede y en el militó durante seis temporadas. 
En verano de 2016, firma con el Rayo Majadahonda, donde coincide Antonio Iriondo, que fue su entrenador en el San Fernando CD. Durante la temporada 2016-17, conseguirían jugar play-off de ascenso quedando apeados frente al Racing de Santander.
En la temporada 2017-18, logra el ascenso a la segunda división con el conjunto majariego al ser primer clasificado del Grupo I de la Segunda B y vencer la eliminatoria de ascenso frente al FC Cartagena, jugando 33 partidos y marcando 5 goles. Tras renovar durante una temporada, con 33 años volvería al fútbol profesional catorce años después para disputar la temporada 2018-19 en la Liga 123.

## Clubes
| Club                            | País   | Temporadas |
| ------------------------------- | ------ | ---------- |
| Cádiz Club de Fútbol "B"        | España | 2005−2006  |
| Cádiz Club de Fútbol            | España | 2004       |
| Xerez CD B                      | España | 2006−2007  |
| Chiclana CF                     | España | 2007−2008  |
| San Fernando CD                 | España | 2008−2016  |
| Club de Fútbol Rayo Majadahonda | España | 2016-2021  |